# 에벨린 보스만스
에벨린 보스만스(네덜란드어: Evelien Bosmans, 1989년 1월 9일 ~ )는 벨기에의 배우, 성우이다.

## 출연 작품
- 오노 디 어블리비어스 (2014)
- 하프웨그 (2014)
- 컵 (2014)